# 加山恵子
加山 恵子（かやま けいこ、1940年3月23日 - ）は、日本の女優である。本名は井瀬 須子（いせ まつこ）、初期芸名は井瀬 昌枝（いせ まさえ）。

## 人物・来歴

### 東映京都の大部屋女優
1940年（昭和15年）3月23日、北海道に生まれる。幼少時に第二次世界大戦が始まり、小学校に就学する1946年（昭和21年）4月には、すでに戦争は終わっていた世代に当たる。
学歴、前歴等は不明だが、満21歳となる1961年（昭和36年）にはすでに東映京都撮影所におり、同年4月18日に公開された片岡千恵蔵の主演作『さいころ奉行』に「おもん」役を得て、出演していることが記録に残っている。当時の芸名は井瀬 昌枝、役を得ても脇役、だいたいが端役であったため、多くは記録に残っていない。1963年（昭和38年）11月20日に公開された『関の彌太っぺ』（監督山下耕作）、1964年（昭和39年）6月20日に公開された『鮫』（監督田坂具隆）、1965年（昭和40年）5月22日に公開された『股旅 三人やくざ』（監督沢島忠）といった中村錦之助（のちの萬屋錦之介）の主演作に小さな役で出ていたが、『股旅 三人やくざ』の公開前後の同月、白川良夫が代表取締役、山内敏男が取締役本部長を務める新映プロダクションが製作した成人映画『BG物語 好きならあげる』で初めて主役に抜擢される。クレジットには本名の井瀬 須子を使用、同作の監督には、前年までは東映京都撮影所に監督として務めていたが独立した大西秀明（1923年 - 没年不詳）が務めた。同作は、加山にとっては初めての主役であり東映以外の作品への出演であり、監督の大西にとっても、初めての独立系作品であった。しかし加山はまだ東映に籍が残っており、当時の京都撮影所長であった岡田茂が時代劇のために設立した東映京都テレビプロダクションが、NET（日本教育テレビ、現在のテレビ朝日）のために製作したテレビ映画『新選組血風録』第13話『強襲十津川屋敷』に出演、同作は同年10月3日に放映されている。

### 独立系成人映画の時代
同年11月には、国映が配給した『牝狼』（監督竜神昇）、東京企画が配給した『血と肉と罪と』（監督深田金之助）の2本の主演作と、加山が助演し六邦映画が配給した藤三恵子の主演作『娼婦真紀子抄 砂の穴』（監督深田金之助）の合計3本が立て続けに公開された。いずれも加山 恵子と改称しての出演である。『血と肉と罪と』は『血と肉』の題で同時期に六邦映画が配給したともされているが、同作と『娼婦真紀子抄 砂の穴』の2作は、東映京都撮影所の女優であった日高綾子がいずれも企画・出演、同じく深田金之助（1917年 - 1986年）がいずれも企画・監督した作品である。深田も大西秀明と同じく、前年の撮影所第1次人員整理の際に東映を退社しており、『血と肉と罪と』および『娼婦真紀子抄 砂の穴』は深田が独立系成人映画に踏み出した最初の作品であった。
『日本映画発達史』の田中純一郎は、同書のなかで黎明期の成人映画界のおもな出演者として、扇町京子、橘桂子、城山路子（光岡早苗と同一人物）、内田高子、香取環、新高恵子、松井康子、西朱実、朝日陽子、火鳥こずえ、華村明子、森美沙、湯川美沙、光岡早苗、路加奈子、有川二郎、里見孝二、川部修詩、佐伯秀男の名を挙げているが、加山には触れていない。田中は、同じくおもな脚本家・監督として、若松孝二、高木丈夫（本木荘二郎の変名）、小林悟、新藤孝衛、糸文弘、小川欽也、小森白、山本晋也、湯浅浪男、宮口圭、南部泰三、藤田潤一、小倉泰美、浅野辰雄、渡辺護、片岡均（水野洽の変名）、福田晴一とともに深田金之助の名を挙げており、深田の成人映画転向の第1作の主演女優である加山は、黎明期の独立系成人映画の重要な女優と言える。加山はこの後、日高・深田が組んだ『現代悪女伝 ピンクピンク作戦』（同年12月公開）、『砂の穴 情事のからくり』（1966年2月公開）、『快楽の罠』（1967年7月11日公開）の3作に主演した。
1966年（昭和41年）4月、プロダクション鷹が製作した扇町京子の主演作『女体標本』（監督木俣堯喬）に助演した後、同年5月には、当時、木俣と提携していた若松プロダクションが製作した『ひき裂かれた情事』（監督若松孝二）に主演、同作は、加山の代表作とされる。
加山の初主演作を監督した大西秀明は、独立2作目以降「大西孝典」と改称し、同年10月に公開された『女郎妻』から映建工芸での製作・監督を開始しており、加山は同作にも主演した。以降、加山は、同社の作品はほとんどの作品に主演、ないしは助演でも出演した。1967年（昭和42年）12月16日に公開された『十一人の侍』（監督工藤栄一）に「芸者」役で端役出演、2年ぶりの東映京都撮影所作品であった。翌1968年（昭和43年）5月1日に公開された『徳川女系図』（監督石井輝男）は、同撮影所が製作したメジャー系成人映画であり、加山は「おゆき」役で出演している。
1969年（昭和44年）2月に公開された『甘きつつ噛む』（監督大西孝典）に主演して以降、同作を最後に作品歴が途切れる。同作を製作・監督した大西も、同作を最後に「健康を害して」映画界を引退している。同時期に東映から独立した深田金之助は、加山が主演した『快楽の罠』を最後に2年前にすでに沈黙している。以降、加山の消息は伝えられておらず、存命であれば、2015年（平成27年）には75歳の高齢である。

### 再評価
2010年（平成22年）8月27日 - 同29日、神戸映画資料館で行われた竹中労の『日本映画縦断』にフォーカスした「竹中労の仕事 パート1」の特集上映で、加山の出演作『欲情の河』（監督木俣堯喬、1967年）が16mmフィルム版の上映用プリントで上映された。

## フィルモグラフィ
特筆（「井瀬昌枝」「井瀬須子」）以外すべて「加山恵子」名義、「出演」である。東京国立近代美術館フィルムセンター（NFC）等の所蔵状況についても記す。
- 『さいころ奉行』 : 企画玉木潤一郎、監督内出好吉、原作陣出達朗、脚色松浦健郎、主演片岡千恵蔵、製作東映京都撮影所、配給東映、1961年4月18日公開（映倫番号 12273） - 「井瀬昌枝」名義で出演・「おもん」役、90分の原版が現存・東映チャンネルが放映[21]
- 『幽霊島の掟』 : 企画辻野公晴・玉木潤一郎、監督佐々木康、脚本結束信二、主演大川橋蔵、製作東映京都撮影所、配給東映、1961年8月13日公開（映倫番号 12493） - 「井瀬昌枝」名義で出演・「お久」役、96分の原版が現存・東映チャンネルが放映[22]
- 『用心棒市場』 : 企画杉井進・新海竹介、監督小沢茂弘、脚本結束信二、主演大川橋蔵、製作東映京都撮影所、配給東映、1963年6月22日公開（映倫番号 13249） - 「井瀬昌枝」名義で出演・「おとき」役、87分の原版が現存・東映チャンネルが放映[23]
- 『関の彌太っぺ』 : 企画小川貴也・翁長孝雄、監督山下耕作、原作長谷川伸、脚色成澤昌茂、主演中村錦之助、製作東映京都撮影所、配給東映、1963年11月20日公開（映倫番号 13383） - 「井瀬昌枝」名義で出演・「多摩屋の遊女」役、89分の上映用ポジプリントをNFCが所蔵[3]・90分の原版が現存・東映チャンネルが放映[24]
- 『鮫』 : 製作大川博、企画岡田茂・三村敬三・小川貴也、監督田坂具隆、原作真継伸彦、脚色鈴木尚之、主演中村錦之助、製作東映京都撮影所、配給東映、1964年6月20日公開（成人映画・映倫番号 13508） - 「井瀬昌枝」名義で出演、165分の上映用ポジプリントをNFCが所蔵[3]
- 『くノ一化粧』 : 企画小倉浩一郎・折茂武雅、監督中島貞夫、原作山田風太郎、脚色倉本聰・中島貞夫・金子武郎、主演露口茂、製作東映京都撮影所、配給東映、1964年12月12日公開（成人映画・映倫番号 13755） - 「井瀬昌枝」名義で出演、90分の上映用ポジプリントをNFCが所蔵[3]・東映チャンネルが放映[25]
- 『股旅 三人やくざ』 : 企画小川三喜雄・三村敬三、監督沢島忠、脚本野上龍雄・笠原和夫・中島貞夫、主演中村錦之助、製作東映京都撮影所、配給東映、1965年5月22日公開（映倫番号 13918） - 「井瀬昌枝」名義で出演・「お巻」(第二話)役、120分の上映用ポジプリントをNFCが所蔵[3]・121分の原版が現存・東映チャンネルが放映[26]

- 『BG物語 好きならあげる』 : 監督大西秀明、製作新映プロダクション、配給不明、1965年5月公開（成人映画・映倫番号 13922） - 「井瀬須子」名義で主演
- 『新選組血風録』第13話『強襲十津川屋敷』 : 企画上月信二・田村嘉、監督佐々木康、脚本結束信二、主演栗塚旭、製作東映京都テレビプロダクション、1965年10月3日放映（テレビ映画） - 「井瀬昌枝」名義で出演、60分の原版が現存・東映チャンネルが放映[27]
- 『血と肉』（『血と肉と罪と』） : 製作小柴芳雄、企画・出演日高綾子、企画・監督深田金之助、脚本八束基、共演大倉一光・月宮於登女、製作極東映画社、配給六邦映画（東京企画とも[13]）、1965年11月2日公開（成人映画・映倫番号 14218） - 主演、『血と肉と罪と』題で80分の上映用ポジプリントをNFCが所蔵[3]
- 『牝狼』 : 監督竜神昇（竜神雷太とも[13]）、共演田中謙三、製作ぐるーぷシネフロント、配給国映、1965年11月公開（成人映画・映倫番号 14228） - 主演・「女詐欺師」役
- 『娼婦真紀子抄 砂の穴』（『娼婦真紀子抄 砂の女』） : 企画・出演日高綾子、企画・監督深田金之助、脚本八束基、主演藤三恵子、製作創作8プロダクション、配給六邦映画、1965年11月公開（成人映画・映倫番号 不明）
- 『女色ごと師』 : 企画・脚本白川比呂志、監督山崎憲文、共演藤本錦之助、製作新大阪宣弘、配給極東映画社、1965年12月7日公開（成人映画・映倫番号 14164） - 主演
- 『口説き』 : 監督増田健太郎、共演藤川亜紀、製作共栄、配給不明、1965年12月公開（成人映画・映倫番号 14173） - 主演・「葉子」役
- 『現代悪女伝 ピンクピンク作戦』 : 監督深田金之助、製作創作8プロダクション、配給不明、1965年12月公開（成人映画・映倫番号 14340） - 主演

- 『鏡の秘事』 : 監督大西孝典、脚本飛田五郎、共演牧啓子、製作新映プロダクション、配給新東宝興業関西、1966年1月公開（1965年11月公開とも[13]、成人映画・映倫番号 14269） - 主演
- 『砂の穴 情事のからくり』（『情事のからくり』） : 監督深田金之助、製作創作8プロダクション、配給不明、1966年2月公開（成人映画・映倫番号 14280） - 主演
- 『夜ひらく花』 : 監督大西孝典、脚本田坂麗子、主演牧啓子、製作新映プロダクション（新日本プロダクションとも[13]）、配給不明、1966年3月公開（成人映画・映倫番号 14452） - 主演
- 『女体標本』 : 製作・監督・脚本木俣堯喬、主演扇町京子、製作プロダクション鷹、1966年4月公開（成人映画・映倫番号 14437）
- 『ひき裂かれた情事』 : 製作山脇一男、企画・監督・脚本若松孝二、脚本大谷義明（足立正生）、共演林田光司、製作若松プロダクション、1966年5月公開（成人映画・映倫番号 不明） - 主演
- 『新拷問刑罰史 拷問』 : 製作・企画・監督小森白、脚本高木享・小森白、主演香取環、製作小森プロダクション、配給東京興映・新東宝興業関西、1966年7月公開（成人映画・映倫番号 不明） - 出演、73分の上映用ポジプリントをNFCが所蔵[3]
- 『女郎妻』 : 監督大西孝典、製作映建工芸、配給新東宝興業関西、1966年10月公開（成人映画・映倫番号 不明） - 主演、上映用ポジプリントをNFCが所蔵[20]
- 『結婚より同棲』 : 製作小森白・寺坂徹、監督福田晴一、主演美矢かほる、製作寺坂プロダクション、配給東京興映、1966年10月公開（成人映画・映倫番号 不明）
- 『女教師の秘密』 : 製作・監督・脚本木俣堯喬、共演吉川次郎[2]、製作プロダクション鷹、配給新東宝興業、1966年11月公開（成人映画・映倫番号 不明） - 主演・「京子・京子の姉」役[2]
- 『悪の愉しみ』 : 企画・脚本木俣堯喬、監督倉橋良介、主演鬼塚大吉、製作プロダクション鷹、配給日本シネマ、1966年11月公開（成人映画・映倫番号 14553） - 主演、73分の上映用ポジプリントをNFCが所蔵[3]
- 『随喜の涙』 : 製作山脇一男、監督小森白、脚本大坂三郎、共演谷口朱里・里見孝二、製作加山プロダクション、配給東京興映、1966年11月公開（成人映画・映倫番号 不明） - 主演、上映用ポジプリントをNFCが所蔵[20]

- 『女のよろこび』 : 製作・企画・脚本川島三十三、監督宇礼始、共演森三千代・神原明彦、製作外苑プロダクション（中央映画テレビとも[19]）、配給大蔵映画、1967年4月7日公開（成人映画・映倫番号 14885） - 主演・「芳子」役
- 『美女拷問』 : 製作上原貞郎、監督小森白、脚本鳴滝三郎、主演美矢かほる、製作・配給東京興映、1967年4月公開（成人映画・映倫番号 不明） - 出演・「平田久作の妻」役、上映用ポジプリントをNFCが所蔵[20]
- 『快楽の罠』 : 製作・出演日高綾子、製作・監督深田金之助、脚本八束基、共演毛利小夏・月宮於登女、製作創作8プロダクション、配給東京興映、1967年7月11日公開（成人映画・映倫番号 不明） - 主演
- 『受胎』 : 企画・監督・脚本木俣堯喬、主演谷口朱里、製作プロダクション鷹、配給国映、1967年8月1日公開（成人映画・映倫番号 14987） - 出演・「春子(静観の妻)」役
- 『処女残酷』 : 監督渡辺護、共演火鳥こずえ、製作・配給東京興映、1967年10月3日公開（成人映画・映倫番号 15051） - 主演・「友子」役
- 『熟れた感触』 : 監督武田有生、製作20世紀プロダクション、配給不明、1967年公開（成人映画・映倫番号 不明） - 主演
- 『欲情の河』 : 企画・監督・脚本木俣堯喬、主演水城りか、製作・配給プロダクション鷹、1967年公開（成人映画・映倫番号 不明） - 出演、61分の上映用ポジプリントをNFCが所蔵・64分の16mmフィルム版上映用ポジプリントが現存[17]
- 『奥の手指南』 : 監督橋本忠典、製作映建工芸、1967年公開（成人映画・映倫番号 不明） - 主演
- 『みだれつぼ』 : 監督橋本忠典、製作映建工芸、1967年公開（成人映画・映倫番号 不明） - 主演
- 『十一人の侍』 : 企画岡田茂・天尾完次、監督工藤栄一、脚本田坂啓・国弘威雄・鈴木則文、主演夏八木勲、製作東映京都撮影所、配給東映、1967年12月16日公開（映倫番号 14725） - 出演・「芸者」役、100分の上映用ポジプリントをNFCが所蔵[3]・101分の原版が現存・東映チャンネルが放映[28]

- 『徳川女系図』 : 企画岡田茂・天尾完次、監督石井輝男、脚本内田弘三・石井輝男、主演吉田輝雄、製作東映京都撮影所、配給東映、1968年5月1日公開（成人映画・映倫番号 15264） - 出演・「おゆき」役、90分の原版が現存・東映チャンネルが放映[29]
- 『続・女郎妻』 : 監督橋本忠典、製作映建工芸、配給新東宝興業、1968年12月公開（成人映画・映倫番号 15427） - 主演
- 『殺しのセックス』 : 製作井上定郎・吉川実、企画篠崎明広、監督倉橋良介（風魔三郎とも）、脚本木俣堯喬、共演御室丈二、製作新生プロダクション、配給不明、1968年公開（成人映画・映倫番号 不明） - 主演、61分の上映用ポジプリントをNFCが所蔵[3]

- 『処女よさらば』 : 監督橋本忠典、主演祝真理、製作映建工芸、配給不明、1969年2月公開（成人映画・映倫番号 15425）
- 『甘きつつ噛む』[4][5][7](『泣きつつ噛む』[19]） : 監督大西孝典、製作映建工芸、配給不明、1969年2月公開（成人映画・映倫番号 15428） - 主演